# Aristocrat Records
Aristocrat Records foi uma gravadora fundada em Abril de 1947 por Charles Aron e Evelyn Aron, junto com seus parceiros Fred Brount, Mildred Brount e Art Spiegel. Em setembro, Leonard Chess investiu na jovem companhia. Com o passar do tempo, Leonard fez os outros saírem, e em 1948 apenas Evelyn continuava na equipe. No começo dos anos 50 Leonard e seu irmão Phil se tornaram os únicos donos, e em Junho desse ano mudaram o nome da companhia para Chess Records. Assim, as atividades oficiais cessaram em Janeiro de 1951.